# Маркелов, Олег Евгеньевич
Оле́г Евге́ньевич Марке́лов (род. 20 августа 1974, Ленинград) — российский художник-постановщик и художник-график на студии анимационного кино «Мельница». Известен по мультфильмам «Три богатыря и Шамаханская царица» и «Крепость. Щитом и мечом».

## Биография
Родился 20 августа 1974 в Ленинграде.
С 1999 по 2004 получал образование в Санкт-Петербургской академии художеств имени Ильи Ефимовича Репина на факультете графики.
Является преподавателем Санкт-Петербургского государственного университета промышленных технологий и дизайна.
С 2004 работает на студии анимационного кино «Мельница».
Дебютировал на студии как художник-прорисовщик полнометражного анимационного фильма «Алёша Попович и Тугарин Змей».
С 2007 по 2009 являлся художником-постановщиком а также художником по персонажам мультфильма «Василиса и Серый Волк» от студии «Мельница», но проект был закрыт, а в 2011 вышел проект с аналогичным названием, в котором он не принимал участие из за того что он был занят на других проектах.
С 2011 по 2015 год работал как художник-постановщик исторического мультфильма режиссёра Фёдора Дмитриева «Крепость. Щитом и мечом». В 2011 году месте с Александром Боярским отправился на экскурсию по Смоленской крепости для того чтобы передать её в мультфильме максимально реалистично.
С 2015 года является художником-постановщиком новых трёхмерных серий мультсериала «Лунтик и его друзья» выходящих с 2020 года, а с 2018 по 2020 год рисовал мультфильм «Барбоскины на даче».

## Фильмография
| Годы создания | Год выпуска      | Фильм                                        | Художник-постановщик | Художник по персонажам | Художник-прорисовщик | Художник по фонам | Художник и разработчик локаций (концептор) |
| ------------- | ---------------- | -------------------------------------------- | -------------------- | ---------------------- | -------------------- | ----------------- | ------------------------------------------ |
| 2004          | 2004             | Алёша Попович и Тугарин Змей                 | —                    | —                      | зелёная ✓            | —                 | —                                          |
| 2005—2006     | 2006             | Добрыня Никитич и Змей Горыныч               | —                    | зелёная ✓              | —                    | зелёная ✓         | —                                          |
| 2006—2007     | 2006—2007        | Басни Крылова                                | зелёная ✓            | зелёная ✓              | —                    | —                 | —                                          |
| 2006—2007     | 2007             | Илья Муромец и Соловей-Разбойник             | зелёная ✓            | зелёная ✓              | —                    | —                 | —                                          |
| 2007—2009     | проект закрыт    | Василиса и Серый Волк                        | зелёная ✓            | зелёная ✓              | —                    | —                 | —                                          |
| 2009—2010     | 2010             | Три богатыря и Шамаханская царица            | зелёная ✓            | —                      | —                    | —                 | —                                          |
| 2010—2014     | 2015             | Крепость. Щитом и мечом                      | зелёная ✓            | зелёная ✓              | —                    | —                 | —                                          |
| 2011—2017     | 2017             | Урфин Джюс и его деревянные солдаты          | —                    | зелёная ✓              | —                    | —                 | зелёная ✓                                  |
| 2017—2019     | 2019             | Урфин Джюс возвращается                      | —                    | зелёная ✓              | —                    | —                 | зелёная ✓                                  |
| 2017—2019     | 2020—наст. время | Лунтик и его друзья (обновлённая 3D графика) | зелёная ✓            | —                      | —                    | —                 | зелёная ✓                                  |
| 2017—2019     | 2020             | Барбоскины на даче                           | зелёная ✓            | зелёная ✓              | —                    | —                 | —                                          |
| 2019—2021     | 2022             | Барбоскины Team                              | зелёная ✓            | зелёная ✓              | —                    | —                 | —                                          |
| 2022—2023     | 2024             | Лунтик. Возвращение домой                    | зелёная ✓            | зелёная ✓              | —                    | —                 | —                                          |